# Nouméa
Nouméa ist die Hauptstadt des französischen Überseegebietes Neukaledonien. Nouméa wurde 1854 auf einer stark gegliederten rund 10 Kilometer langen Halbinsel am südwestlichen Ende der neukaledonischen Hauptinsel Grande Terre unter dem Namen Port-de-France gegründet. Die Gemeinde hat 94.285 Einwohner; mit Vororten hat Groß-Nouméa (französisch agglomération du Grand Nouméa) 182.341 Einwohner (beide Stand 2019). Das Stadtgebiet umfasst mehrere unbewohnte Inseln wie Îlot Freycinet und Îlot Maître im Westen sowie Îlot Sainte-Marie, Île Uéré und Île Lasalle im Osten.
Die Stadt ist Sitz des römisch-katholischen Erzbistums Nouméa. Hier befindet sich auch die Universität Neukaledonien.

## Bevölkerungsentwicklung
|               | 1956   | 1963   | 1969   | 1976- 04-23 | 1983- 04-14 | 1989- 04-04 | 1996- 04-16 | 2004- 08-31 | 2009- 07-27 | 2014- 08-26 | 2019- 09-10 |
| ------------- | ------ | ------ | ------ | ----------- | ----------- | ----------- | ----------- | ----------- | ----------- | ----------- | ----------- |
| Stadt Nouméa  | 22.235 | 34.990 | 41.853 | 56.078      | 60.112      | 65.110      | 76.293      | 91.386      | 97.579      | 99.926      | 94.285      |
| Dumbéa        | 284    | 463    | 1.304  | 4.191       | 5.538       | 10.052      | 13.888      | 18.602      | 24.103      | 31.812      | 35.873      |
| Le Mont-Dore  | 1.288  | 2.640  | 4.809  | 10.659      | 14.614      | 16.370      | 20.780      | 24.195      | 25.683      | 27.155      | 27.620      |
| Païta         | 1.397  | 1.903  | 2.522  | 3.407       | 4.834       | 6.049       | 7.862       | 12.062      | 16.358      | 20.616      | 24.563      |
| Agglomeration | 25.204 | 39.996 | 50.488 | 74.335      | 85.098      | 97.581      | 118.823     | 146.245     | 163.723     | 179.509     | 182.341     |

| Europäer | Kanaken | Polynesier | Gemischt | Andere |
| -------- | ------- | ---------- | -------- | ------ |
| 39,1 %   | 26,6 %  | 6,1 %      | 10,2 %   | 17,9   |

Die Agglomeration besteht aus den Gemeinden Nouméa (mit der Chinatown), Dumbéa im Nordwesten, Le Mont-Dore im Osten und Païta westlich von Dumbéa mit dem Internationalen Flughafen La Tontouta. Diese vier Gemeinden sind seit dem Zensus von 2008 die bevölkerungsreichsten Neukaledoniens und vereinigen aktuell (2019) fast 90 (89,8) Prozent der Bevölkerung der Südprovinz auf sich, sowie zwei Drittel (67,2 Prozent) der Bevölkerung Neukaledoniens.

## Geschichte

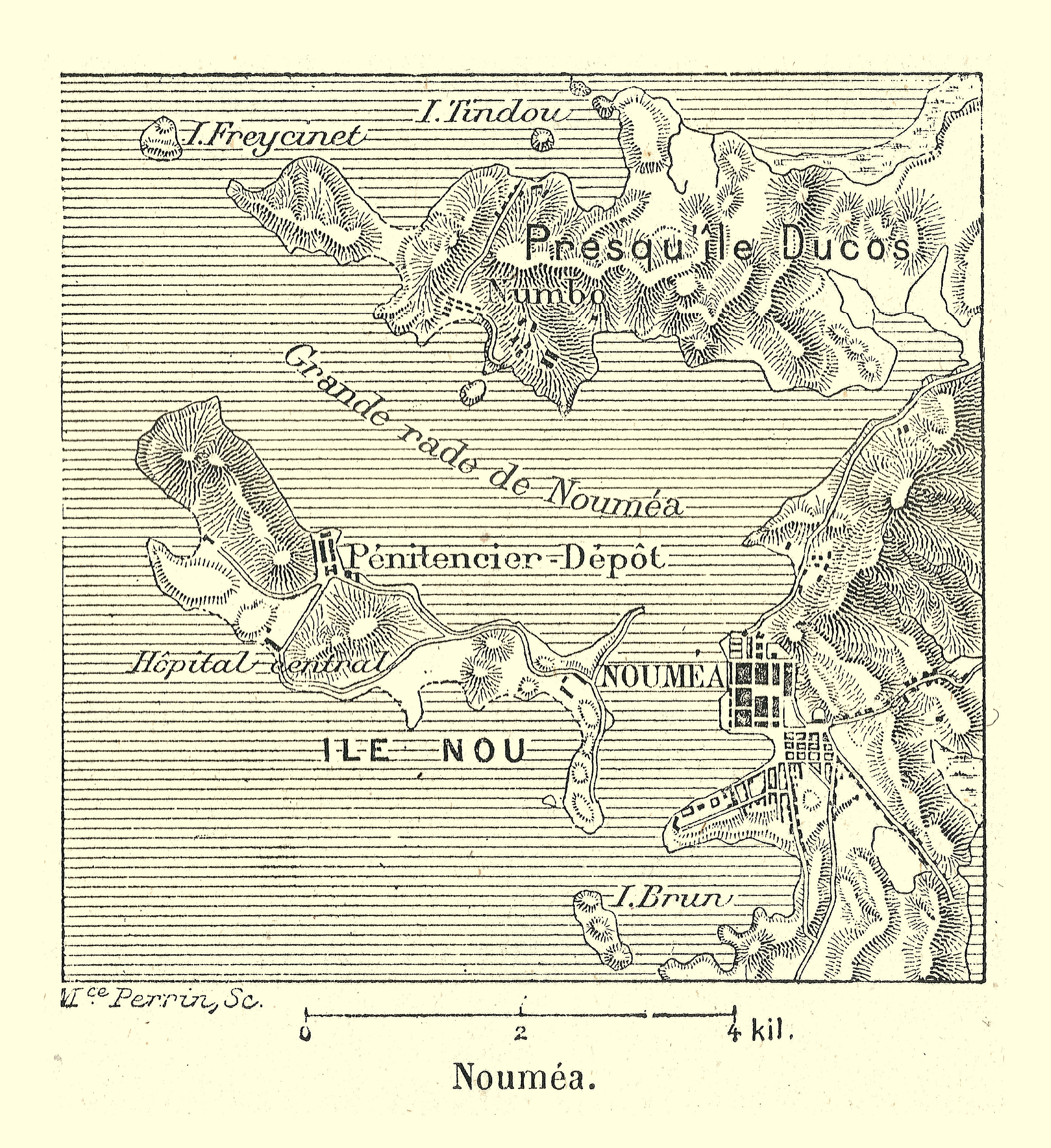
Nouméa 1894 mit dem Straflager auf der Insel Nou

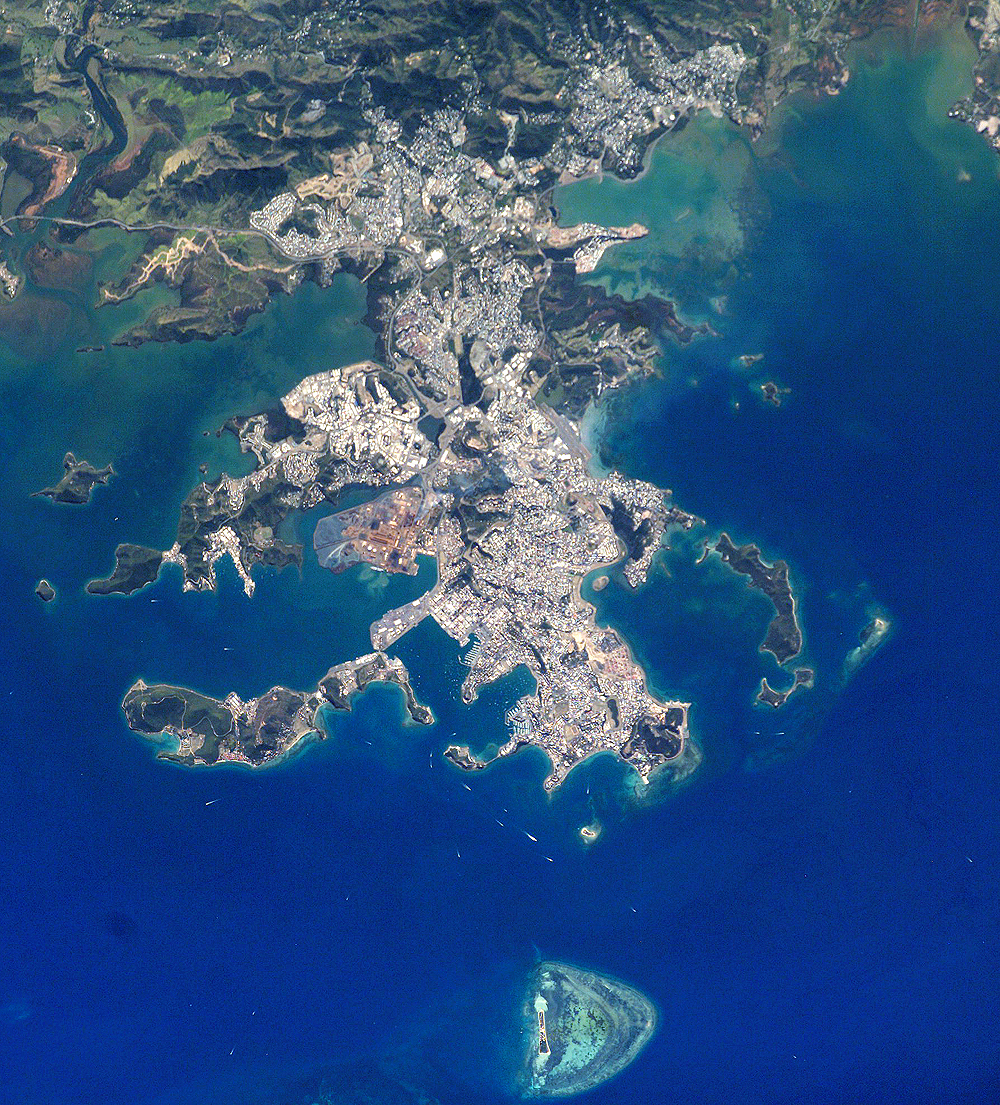
Satellitenbild von Nouméa

Am 25. Juni 1854 fand der französische Kapitän Louis-Marie-François Tardy de Montravel in der windgeschützten und tiefen „Nouméa“-Bucht eine geeignete Stelle für die Etablierung eines befestigten Militärstandorts. Er nannte den Ort Port-de-France und ließ eine Festung auf einer Anhöhe gegenüber der Insel Nou errichten. 1856 hatte der Ort erst 921 Einwohner, davon 113 Militärangehörige. 1857 wurde mit der Umsetzung der Stadtplanung begonnen. Zunächst wurde der Hügel Conneau abgetragen, um einen Hafen mit Pier zu errichten. Die Erdaufschüttungsarbeiten in den Sumpfgebieten, mit denen der größte Teil der heutigen Innenstadt geschaffen wurde, dauerten bis 1877. Sie wurden ab 1869 von aus Frankreich geschickten Strafgefangenen durchgeführt. Am 2. Juni 1866 wurde Port-de-France in „Nouméa“ umbenannt, um eine Verwechslung mit Fort-de-France auf Martinique zu vermeiden.
Das Fehlen einer Quelle und eines Flusses nahe der Stadt stellte sich als ein großes Problem für die Besiedlung heraus. Es musste ein 12 km langer Kanal vom Yahoué-Fluss gebaut werden, der 1877 fertiggestellt wurde. 1879 wurde Nouméa die Hauptstadt von Neukaledonien. 1904 nahm die Bahnstrecke Nouméa–Dumbéa den Betrieb auf. 1932 fand der erste Flug von Nouméa nach Frankreich statt. Während des Nickelbooms dehnte sich die Stadt immer mehr in die Peripherie aus. 1972 begann der große Hafenausbau, bei dem die Insel Nou mit dem Festland verbunden und in Nouville umbenannt wurde.

## Wirtschaft und Infrastruktur
Neben dem Tourismus ist die wichtigste Einkommensquelle der Stadt die Nickelverarbeitung. Das Erz wird in einer ausgedehnten Fabrikanlage in relativ zentraler Lage der Stadt verhüttet und dort auch verschifft. Sie ist auch das bedeutendste Dienstleistungs- und Verwaltungszentrum der Inseln.
Im Hafen von Nouméa, dem weitaus bedeutendsten Neukaledoniens, wurden 5.193.000 Tonnen umgeschlagen (2011). Hiervon entfielen 3.217.588 Tonnen auf Nickelerze.
Der Hauptflughafen von Neukaledonien – der internationale Flughafen La Tontouta – liegt etwa 50 km von der Stadt entfernt in Païta. Der Regionalflughafen Flughafen Magenta liegt nur 3 km nordöstlich vom Zentrum Nouméas.
Nouméa hat zwei Busbahnhöfe: Die Überlandbusse in den Norden Neukaledoniens sowie an die Ostküste fahren vom Busbahnhof ab, dem Gare Routière Moselle, der sich gegenüber der Markthalle im Süden des Stadtzentrums befindet. Dem Verkehr in die nördlichen Nachbarstädte sowie zum Flughafen La Tontouta dient der Busbahnhof Desmazures im nördlichen Teil des Stadtzentrums unweit des Krankenhauses.
Die Schiffe zu den Inseln Lifou, Maré und Île des Pins legen an der Gare Maritime des Îles ab. Dieser Fähranleger befindet sich am nordwestlichen Rand der Innenstadt am Busbahnhof Desmazures. In unmittelbarer Nähe befindet sich auch der Freizeithafen Port Moselle.
Die Stadt Nouméa ist durch ein Netz von Stadtbussen erschlossen, derzeit verkehren 16 Linien. Die meisten Linien beginnen am Place des Cocotiers, dem zentralen Platz, oder an der Gare Routière Moselle. An fast allen Haltestellen sind Fahrpläne angebracht, die pünktlich eingehalten werden.

## Strände

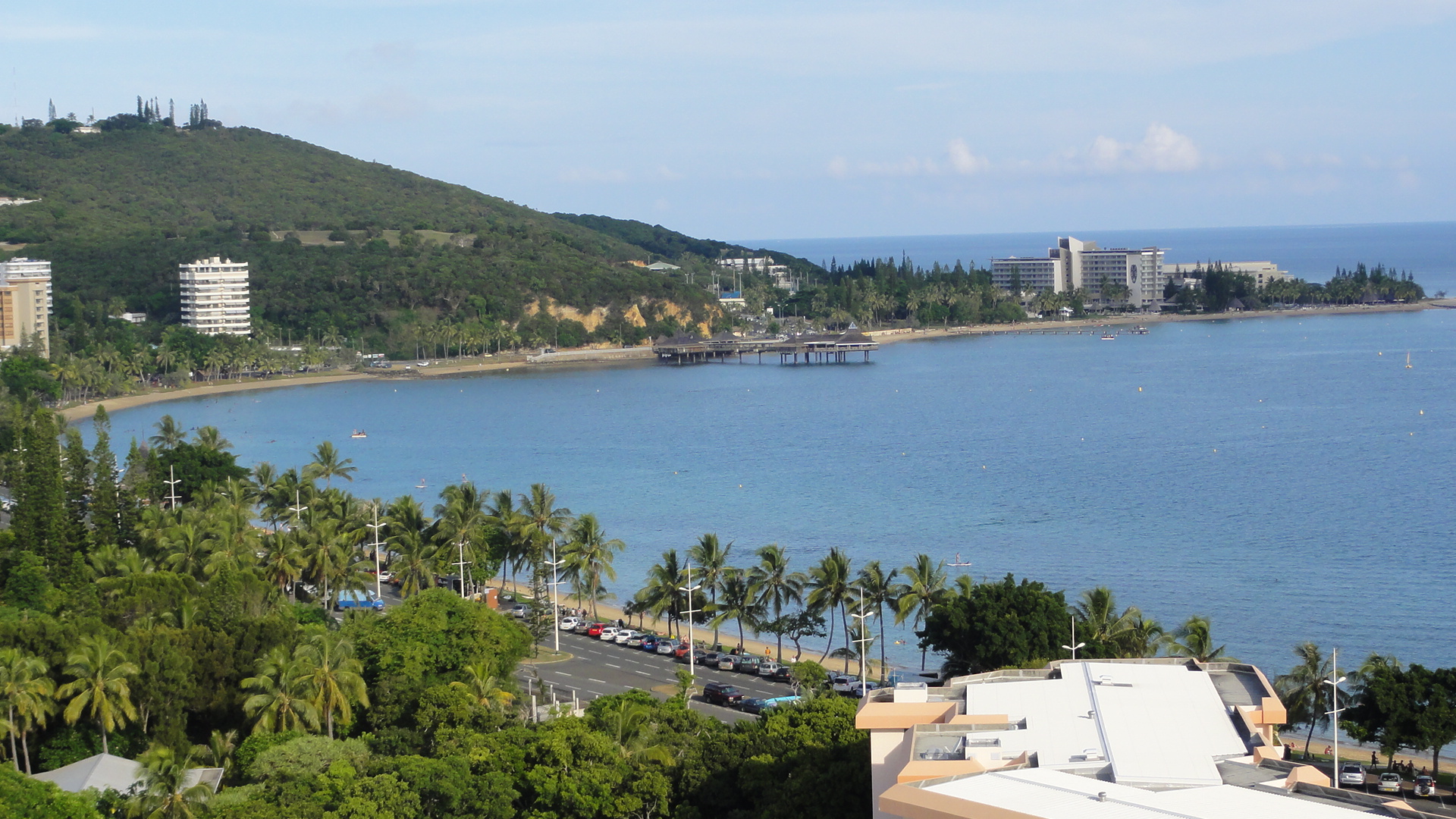
Strände an der Anse Vata mit dem Berg Ouen Toro (132 m)

Nouméa verfügt über zahlreiche Strände. Zu den beliebtesten zählen die Plage de la Baie des Citrons im Herzen der Stadt, die von zahlreichen Restaurants, Bars und Nachtklubs gesäumt wird, und die nur durch einen Felsen getrennte Plage de l'Anse Vata, an deren Straße sich eine Anzahl von Boutiquen und einige Einkaufszentren anreihen. Sie wird auch von Kite-Surfern genutzt. Die Plage du Kuendu Beach am Ende der Insel Nouville vermittelt trotz der Großstadtnähe ein Gefühl von Ruhe und Abgeschiedenheit. Großer Beliebtheit erfreuen sich auch die Strände der vorgelagerten Inseln Îlot Maître und Îlot Signal sowie der Unterwasserpfad Île aux Canards. Allerdings sind die immer häufigeren Haiangriffe vor Neukaledonien, insbesondere um Noumea, eine potentielle Gefahr. Nach einem Haiangriff bleiben die Stadtstrände gewöhnlich einige Tage, im Jahr 2023 auch monatelang, gesperrt. Dann werden die zwei öffentlichen Schwimmbäder Piscine Jacques-Mouren du Ouen-Toro, Piscine Henri-Daly de Rivière-Salée und das Ende 2018 eröffnete Spaßbad Centre aquatique de Nouméa verstärkt besucht.

## Sehenswürdigkeiten
- Den Mittelpunkt der Stadt bildet der repräsentative und baumbestandene Platz, die Place des Cocotiers, der aus vier Quadraten besteht und insgesamt 400 × 100 m groß ist. Auf dem östlichsten der vier Quadrate, der Place Feillet, erhebt sich ein 1879 von Sträflingen errichteter Musikpavillon.[10] In der Mitte des Platzes befindet sich der acht Meter hohe Brunnen Fontaine Céleste, der den Nullpunkt des Straßensystems Neukaledoniens bildet: Ab hier werden die Entfernungen ab Nouméa gerechnet. Der Brunnen wurde 1893 errichtet und 1995 restauriert. Benannt ist er nach der 17-jährigen Céleste, die für den Bildhauer Modell gestanden hat.[11]

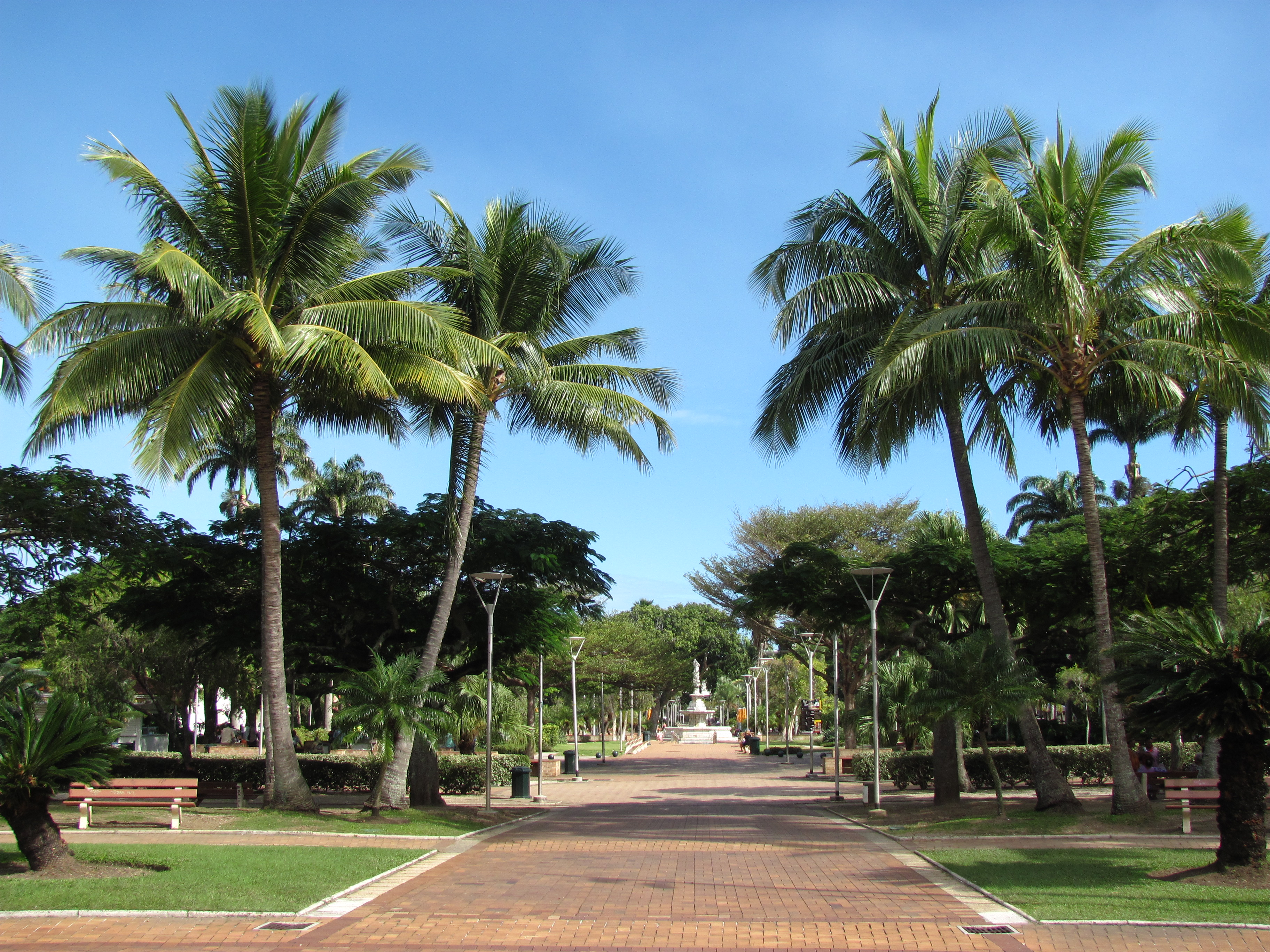
Die zentrale Place des Cocotiers

- An der Place des Cocotiers befindet sich das stadtgeschichtliche Museum Musée de la Ville de Nouméa. Das 1875 im Kolonialstil mit Veranda erbaute Gebäude diente ursprünglich als Bank – der ersten ganz Neukaledoniens – und danach von 1880 bis 1975 als Rathaus. Seit 1996 ist hier das stadtgeschichtliche Museum untergebracht, samt Garten. Südlich des Platzes schließt sich die kleine Chinatown an.
- Den westlichen Abschluss der Place des Cocotiers bildet das 1975 fertiggestellte Rathaus. Vor ihm erhob sich ein Denkmal für Vizeadmiral Olry, ein früherer Gouverneur (1878), auf dem Platz Square Olry. Dieser wurde 2020 in Place de la Paix (Friedensplatz) umbenannt und das Olry-Denkmal im Juni 2022 durch eine Bronzestatue des Handschlags zwischen Jean-Marie Tjibaou und Jacques Lafleur ersetzt, der das Matignon-Abkommen von 1988 besiegelte.[12] Im ersten Obergeschoss des Rathauses ist ein Gemälde von Gaston Roullet zu sehen, das eine Stadtansicht Nouméas im Jahr 1889 darstellt.[13]
- Im 1998 eröffneten Tjibaou-Kulturzentrum (Centre culturel Tjibaou), das eine Fläche von 6970 m2 bedeckt, werden kulturelle Veranstaltungen der Kanak und anderer Herkunft angeboten.[14] Das Zentrum wurde im melanesischen Stil errichtet, es besteht aus zehn Gebäuden, die aus Holz und Metall im traditionellen Stil errichtet und entlang einer Allee aus den für Neukaledonien typischen Kiefern aufgereiht sind. Vor ihm wurden zahlreiche wichtige Nutzpflanzen der Melanesier gepflanzt, sie bilden einen Lehrpfad und werden auf Tafeln erläutert. Auf dem Gelände des Kulturzentrums sind Holzskulpturen aufgestellt, die ebenfalls auf Tafeln erklärt werden.
- Der Parc Provincial Zoologique et Forestier im Stadtzentrum ist sowohl ein Zoologischer als auch ein Botanischer Garten. Er beherbergt auf einer Fläche von 36 ha neben einer Sammlung verschiedener endemischer Vogel-, Reptilien- und Fledertierarten wie Kagu, Neukaledonischer Riesengecko oder Neukaledonischer Flughund (Pteropus ornatus) im letzten Trockenwald der Nouméa-Halbinsel auch 35 endemische Pflanzenarten.[15][16] Ein weiterer Naturpark, in dem u. a. die Blumentopfschlange vorkommt, befindet sich am Berg Ouen Toro, der auch ein beliebter Aussichtspunkt mit einem 360°-Panorama ist.

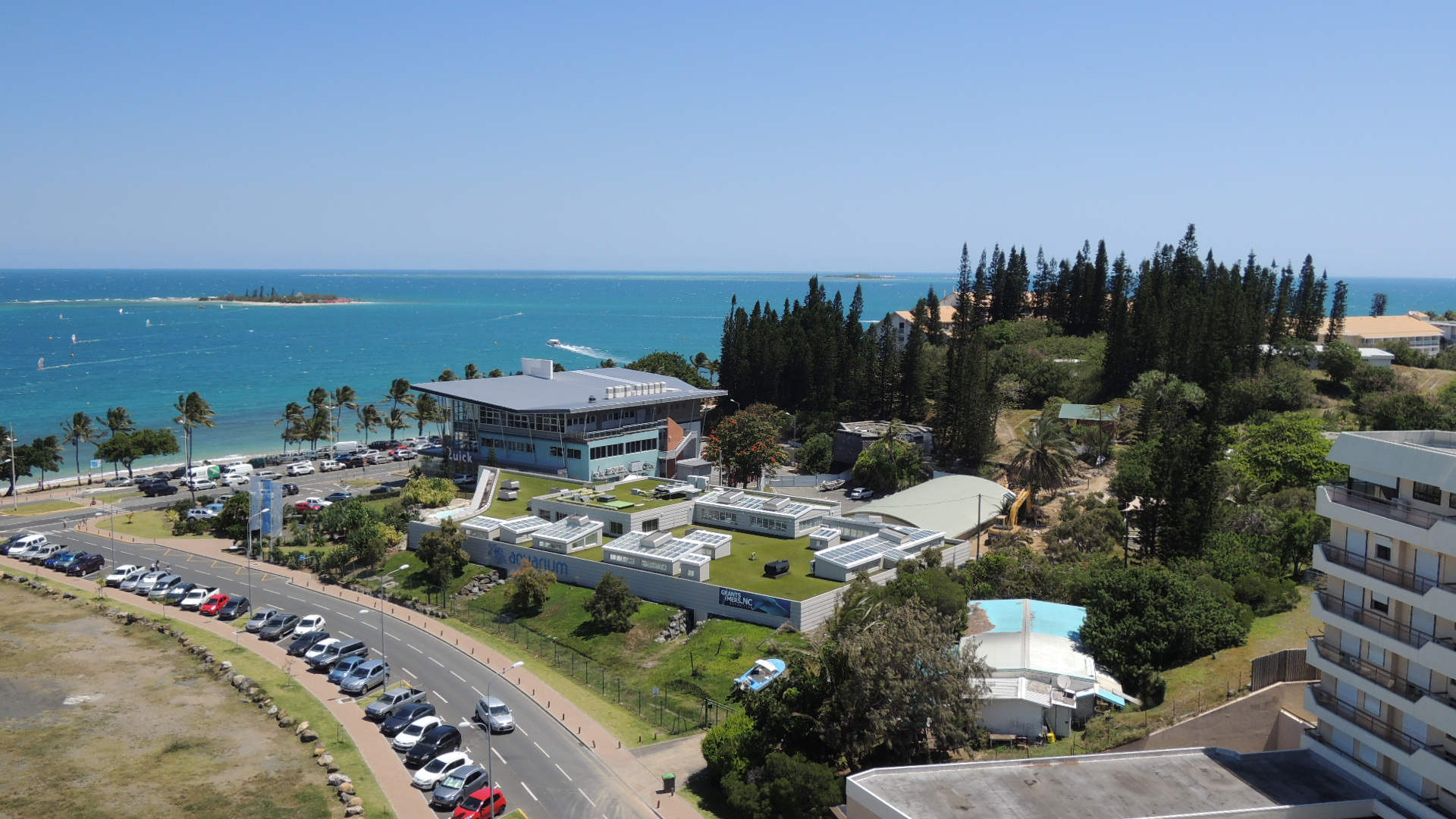
Aquarium des Lagons an der Anse Vata

- Das Aquarium des Lagons befindet sich an der viel besuchten Bucht Anse Vata. Es wurde 1956 von dem Meeresbiologen Catala gegründet und 2007 auf die heutige Größe erweitert, wobei die Kosten zu 50 % vom Europäischen Entwicklungsfonds getragen wurden.[17] Die Meeresfauna der Lagunen und Korallenriffe Neukaledoniens sowie des offenen Meeres wird auf einer Fläche von 3000 m2 in 33 Becken mit einem Fassungsvermögen von insgesamt 600 m3 dargestellt und erläutert. U. a. sind Nautiliden von der Art Nautilus macromphalus zu sehen. Das größte Becken besitzt bei einer Länge von 12 m ein Fassungsvermögen von 400 m3.[18]
- Der Parc urbain de Sainte-Marie ist ein 2019 geschaffener Park entlang der Baie de Sainte Marie im Stadtteil Magenta. Der drei Hektar große Stadtpark ist mit verschiedenen Freizeiteinrichtungen wie Sport- und Spielplätze, einem open-air Fitnessstudio und Picknicktischen ausgestattet. Er beherbergt ein Amphitheater und das Haus der Biodiversität. Er ist über einen 300 m langen durch den Mangrovenwald führenden Steg mit der Halbinsel Ouémo verbunden.[19]
- Das Musée de Nouvelle-Calédonie im Stadtzentrum gegenüber der Hauptpost wurde 1863 von Gouverneur Guillain gegründet; der jetzige Bau wurde 1971 errichtet.[20] Es ist der Ethnologie und Archäologie Neukaledoniens gewidmet. Es finden sich auch Exponate aus Mikronesien, Vanuatu und Papua-Neuguinea sowie von den Salomonen. Es verfügt über 9500 Objekte. Neben einer 1977 angefertigten Replik einer Piroge gezeigt wird auch Keramik der Lapitakultur, die auf der benachbarten Île des Pins gefunden wurde. Auch eine Seekarte von den Marshallinseln aus Stäben und Muscheln ist zu sehen, wobei nicht auszuschließen ist, dass früher ähnliche Seekarten auch in Melanesien Verwendung fanden. Im Innenhof des Museums ist eine Hütte im traditionellen melanesischen Stil aufgebaut, hinter der wichtige Kulturpflanzen Neukaledoniens – wie z. B. eine Kalebasse (Crescentia microcarpa) – zu sehen sind. Ein großer Teil der Exponate ist auch online zu betrachten.[21]

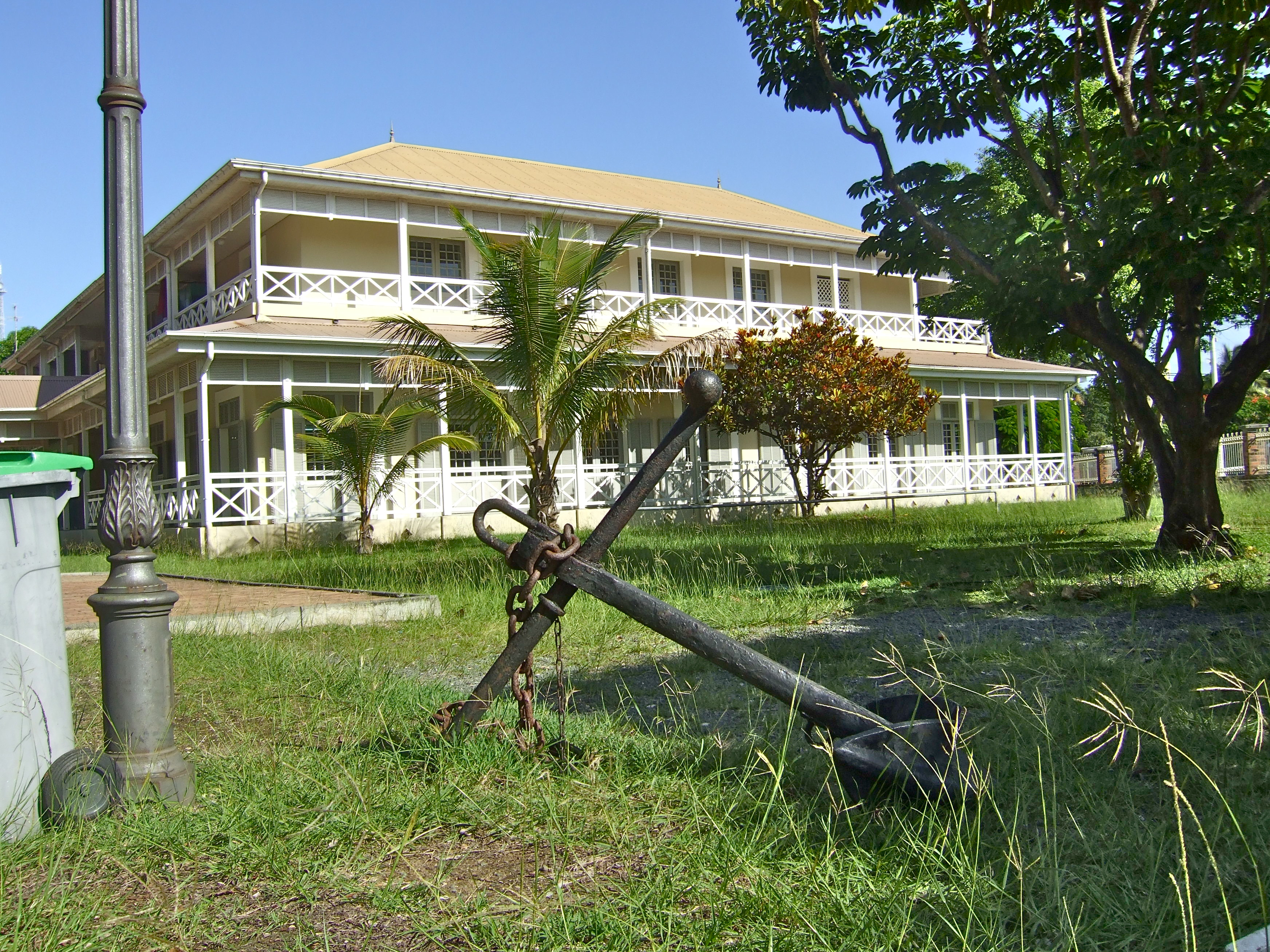
Bibliothek Bernheim

- Die Bibliothek Bernheim nahe dem Place des Cocotiers ist ein 1905 eingeweihtes Bauwerk im Kolonialstil und dient als Regionalbibliothek von Neukaledonien sowie Wallis und Futuna. Es besteht aus einem Eisengerüst von Gustave Eiffel und wurde ursprünglich auf der Weltausstellung Paris 1900 als Pavillon von Neukaledonien errichtet. Es wurde 1901 abgebaut und in Noumea wieder aufgebaut, ermöglicht durch eine Spende des elsässischen Geschäftsmanns Lucien Bernheim, der hier sein Vermögen gemacht hatte.[22]
- Die katholische St.-Josephs-Kathedrale ist mit einer Länge von 56 m und einer Breite von 12 m die größte Kirche Neukaledoniens. Mit dem Bau wurde 1887 begonnen, die Einweihung erfolgte 1890.[23] Die beiden 25 m hohen Türme, mit Turmuhren von 1912, wurden 1909 vollendet, aus diesem Jahr stammt auch die in Sydney gebaute Orgel.[24]
- Eine weitere Kirche erhebt sich auf einem Hügel im Süden der Stadt, im Stadtviertel Receiving. Die dortige Eglise du Cœur Immaculé de Marie („Kirche zum unbefleckten Herz Martens“) ist besser bekannt unter dem Namen Eglise du Vœu („Votivkirche“). Am 25. Januar 1942 leistete Monsignore Paul Bresson, einer der führenden Theologen Neukaledoniens, einen Eid, zu Ehren Mariens eine Kirche bauen zu lassen, wenn Neukaledonien von den Verwüstungen des Zweiten Weltkriegs verschont bliebe. Nachdem dies der Fall war, begann man am 15. August, dem Fest Mariae Himmelfahrt, 1949 mit dem Bau, der am 14. Mai 1953 eingeweiht wurde. Die äußerlich weiß gehaltene Kirche unterscheidet sich mit ihren Strebepfeilern und ihrem Ziegeldach in baulicher Hinsicht erheblich von den anderen Kirchen der Stadt. Ihr Turm befindet sich im Süden des Kirchenschiffs, an ihm ist ein überlebensgroßes Relief Mariens angebracht. Vor der Kirche dehnt sich eine große Grünfläche aus, auf der ein Ableger des Banyanbaumes eingepflanzt wurde, unter dem am 25. Dezember 1843 der erste katholische Gottesdienst auf Neukaledonien gefeiert wurde.
- Die bedeutendste evangelische Kirche der Stadt, genannt Vieux Temple, erhebt sich am Boulevard Vauban im Osten des Stadtzentrums. Sie wurde 1884–1893 von Strafgefangenen errichtet, ihre Orgel wurde 1872 in Sydney gebaut.[24][25] In der Umgebung der Kirche sind einige wenige Gebäude aus dem 19. Jahrhundert erhalten. Nicht weit von ihr befindet sich in einer Parkanlage das Gebäude des Haut-Commissariat (Vertretung Frankreichs in Neukaledonien).
- Am östlichen Ende der breiten, baumbestandenen Avenue de la Victoire erhebt sich der repräsentative Bau der Kaserne Caserne Gally-Passebosc, die 1863–1868 erbaut und 1874–1878 vergrößert wurde.[26] Sie ist benannt nach einem französischen Offizier, der 1878 bei einer Revolte der Kanaken getötet wurde. Vor ihr, auf dem ausgedehnten Platz, dem Place Bir Hakeim, steht ein Denkmal für die Gefallenen beider Weltkriege.
- Auf der Halbinsel Nouville befinden sich das größte Theater der Stadt, das Théâtre de l'Île, das in einem renovierten Gebäude des ehemaligen Straflagers eingerichtet wurde und seit 2005 als historisches Monument klassifiziert ist,[27] sowie das Fort Téréka, welches einen Blick über die Küste der Halbinsel Nouméa bietet.
- Der Phare Amédée ist der erste Leuchtturm, der in Frankreich aus Metall gebaut wurde. Er ist seit 1864 auf der kleinen Insel Amédée in Betrieb, kaum 20 km vor der Küste von Nouméa. Der Phare Amédée ist ein beliebtes Ziel für Touristen und mit Ausflugsbooten von der Marina Port Moselle zu erreichen.

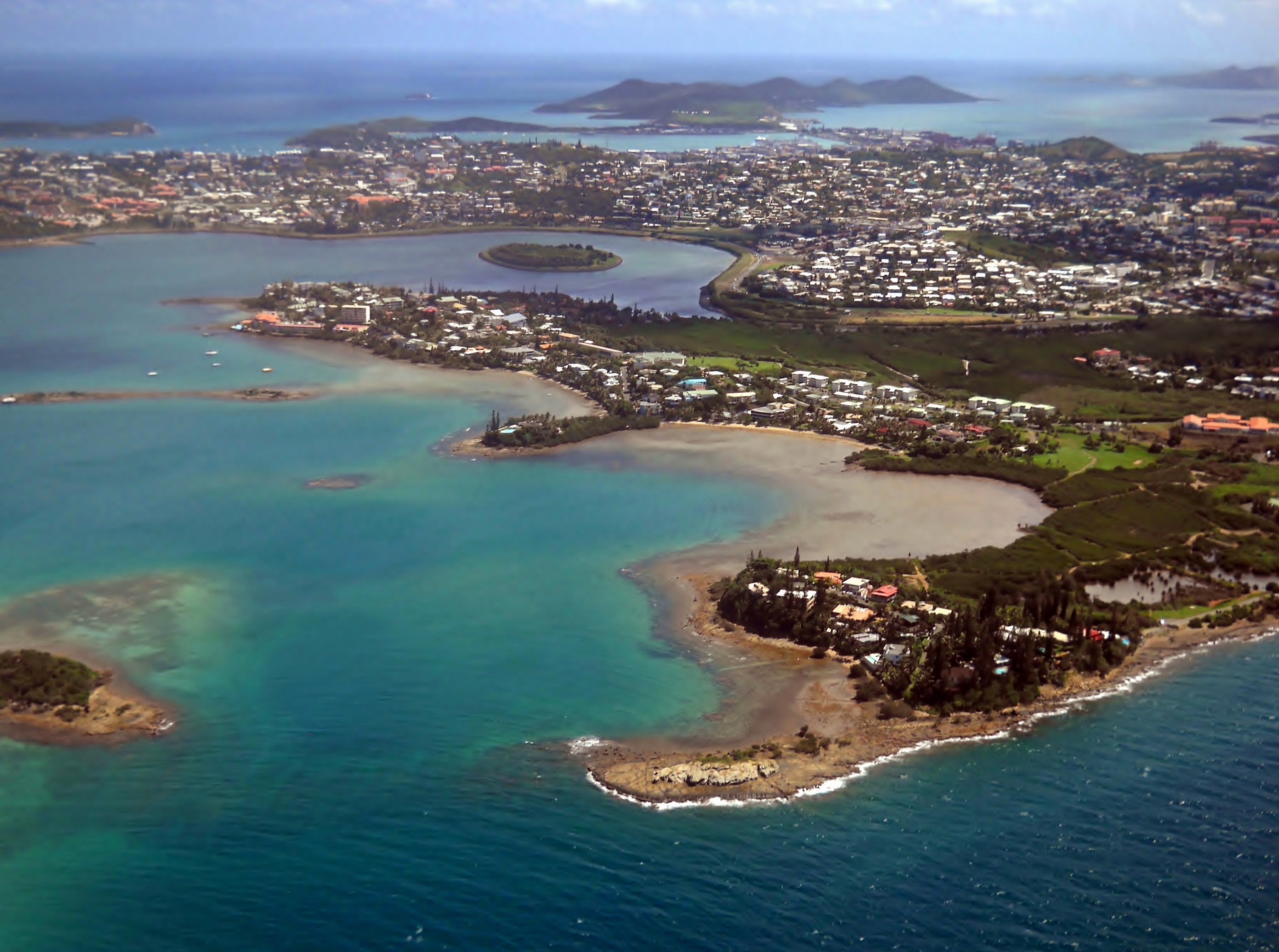
Nouméa-Halbinsel im Westen
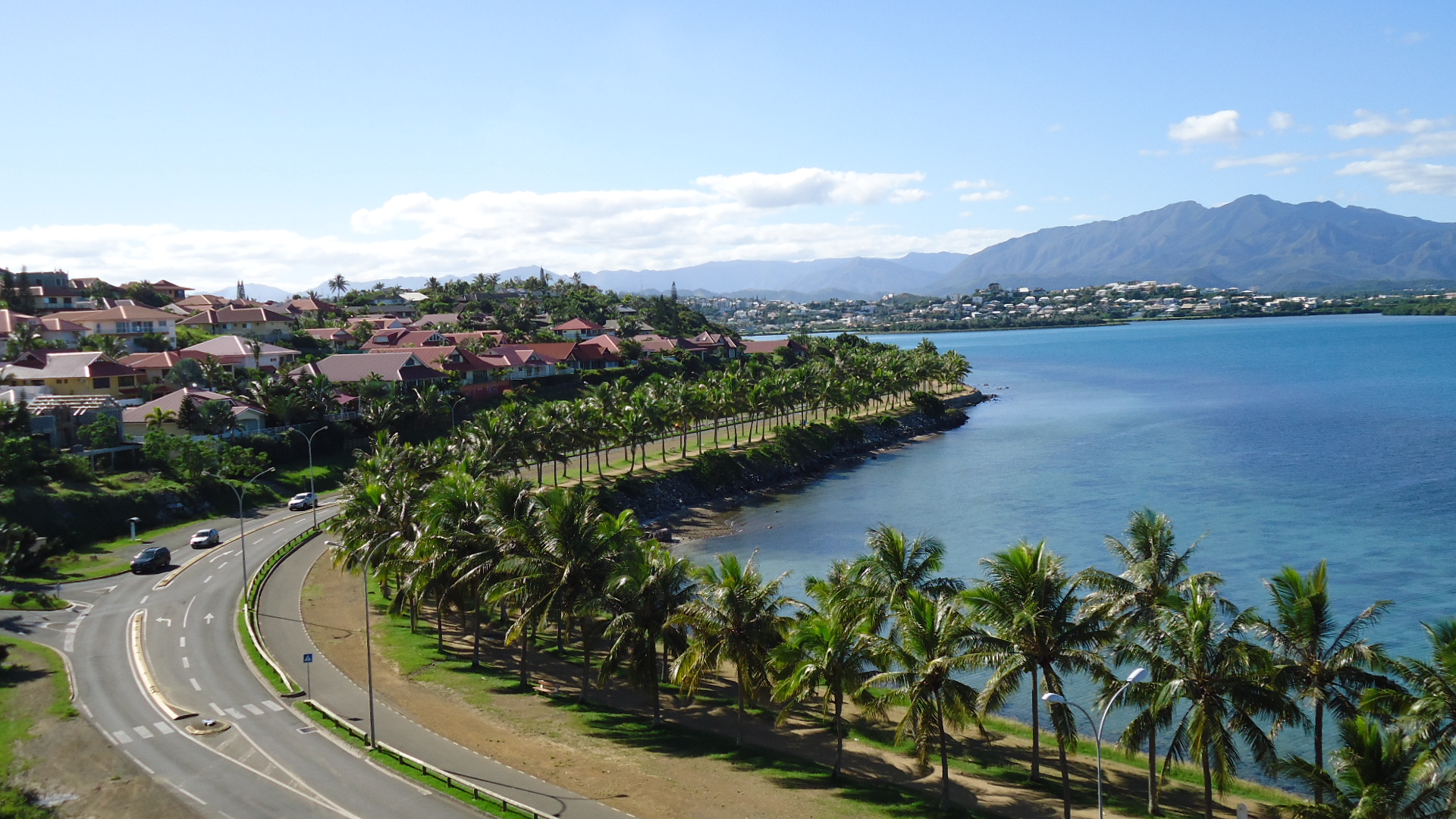
Promenade Pierre Vernier im Osten
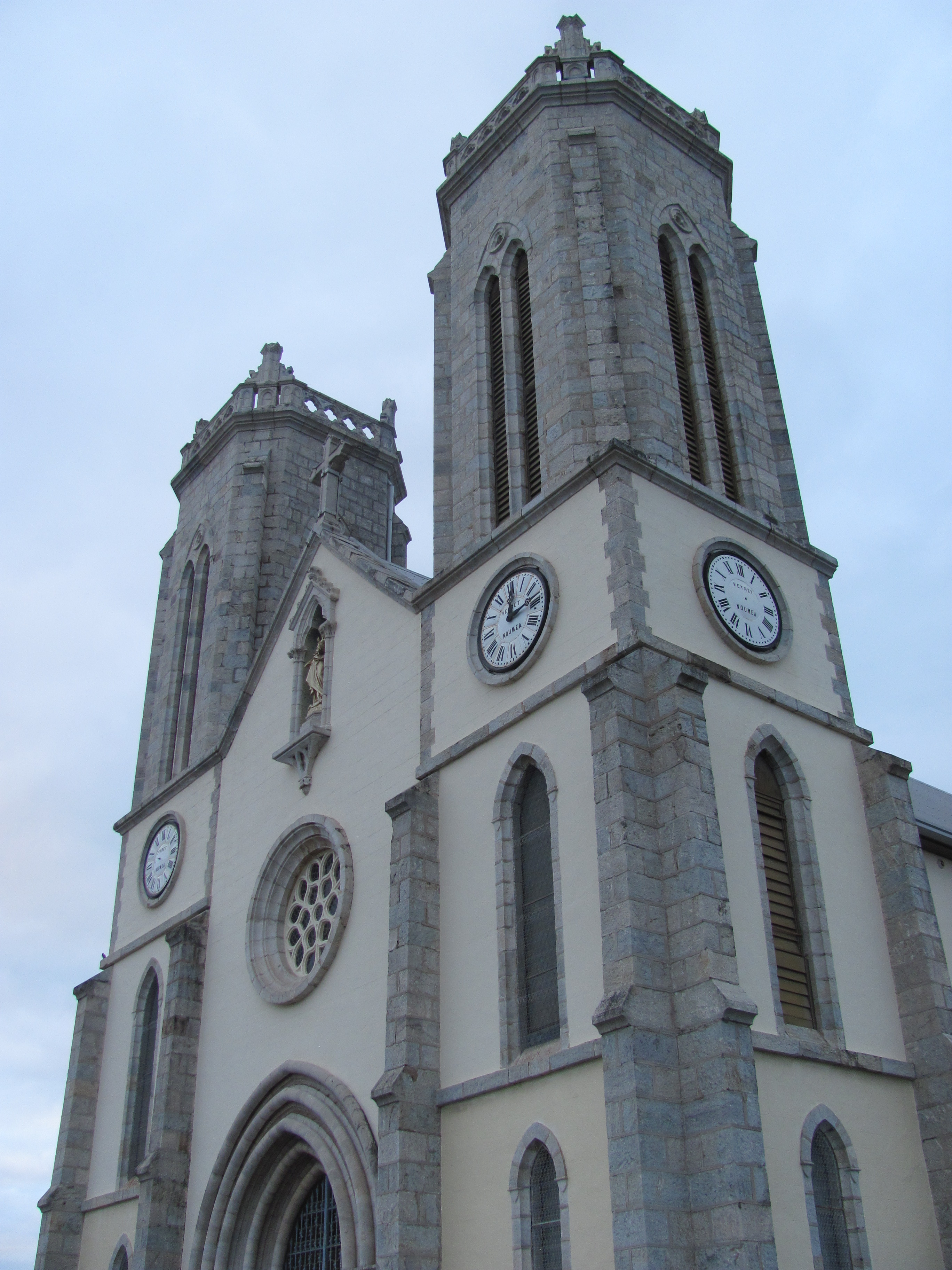
St.-Josephs-Kathedrale
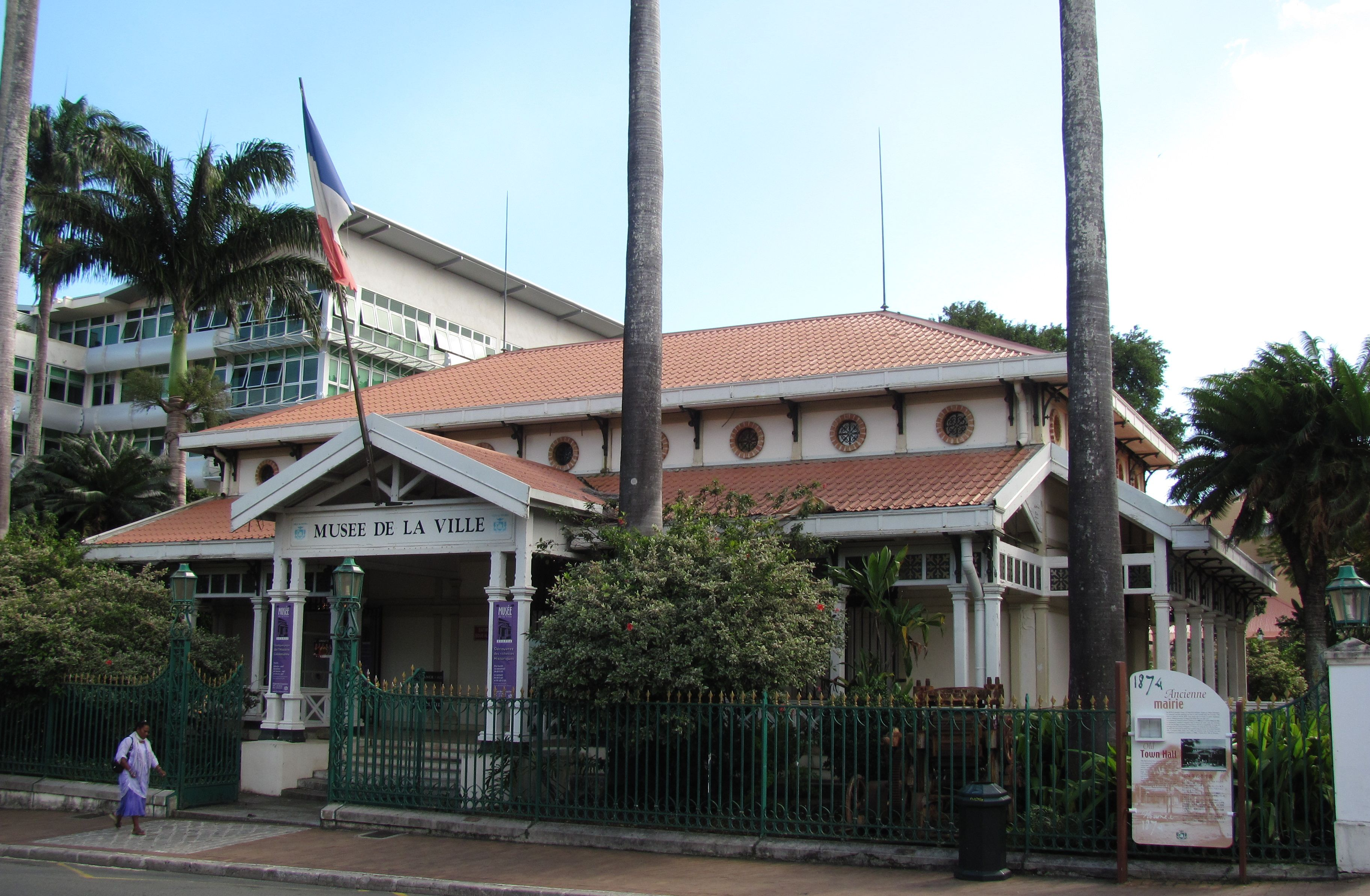
Stadtgeschichtliches Museum
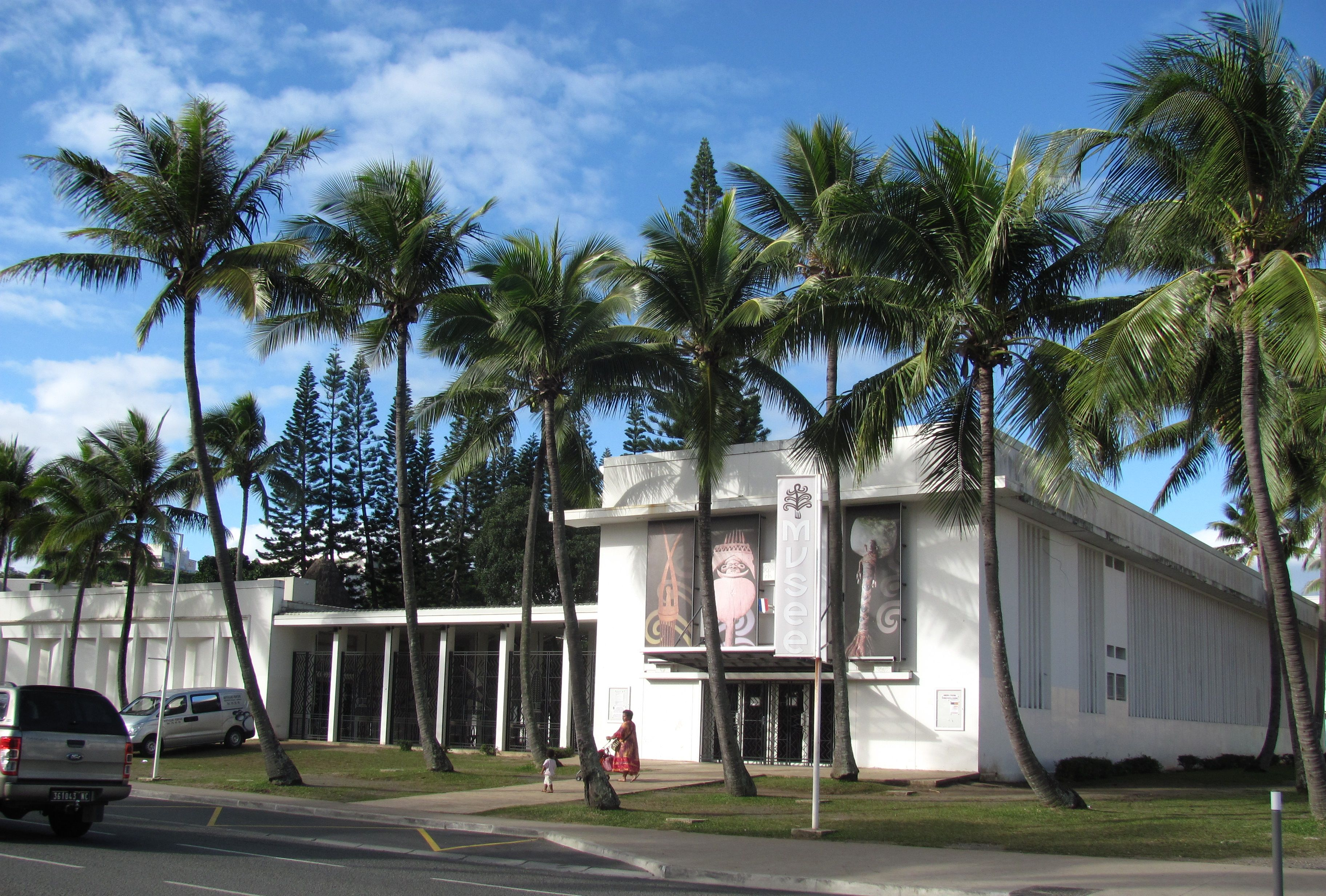
Museum Musée de Nouvelle Calédonie
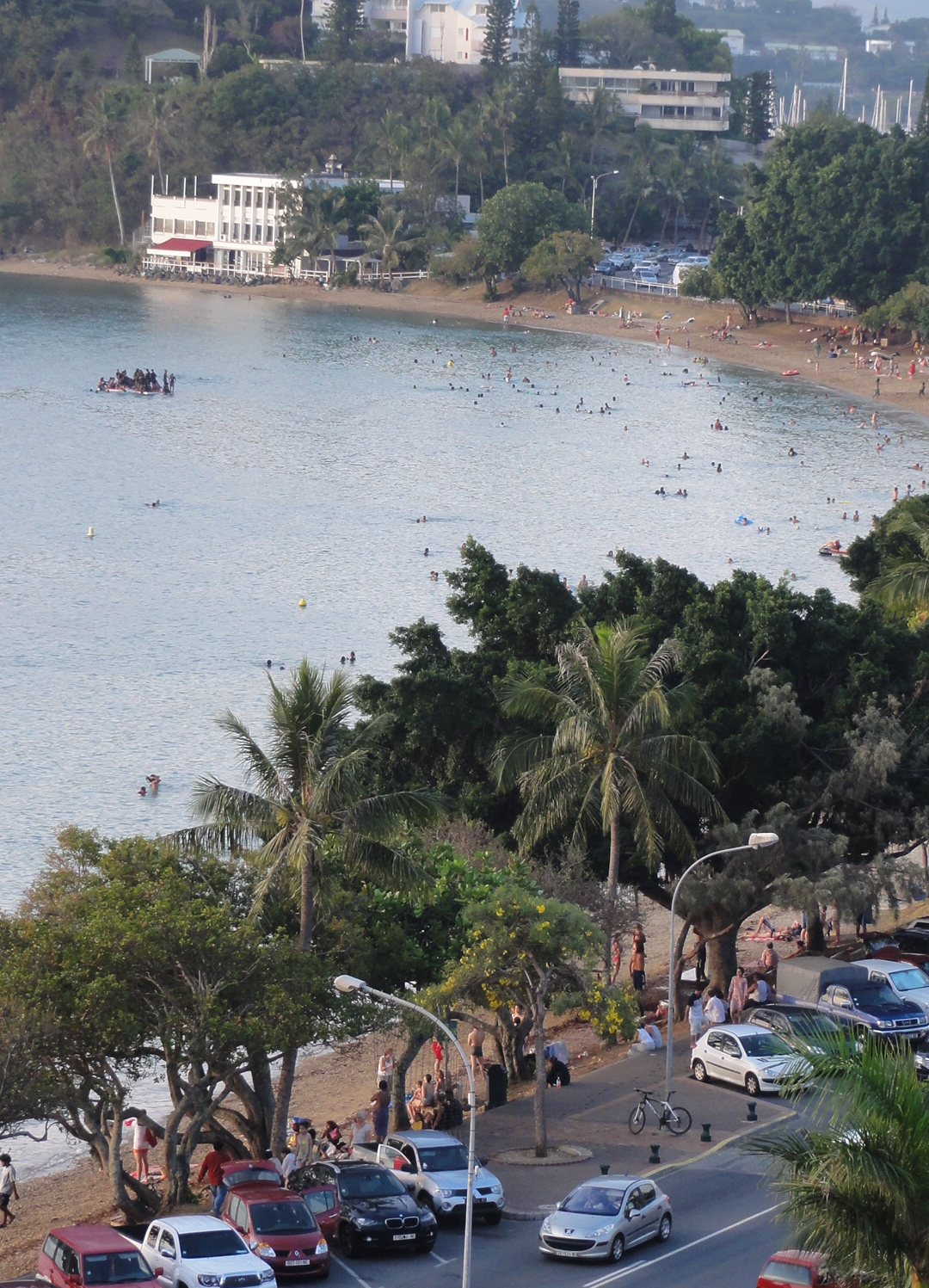
Plage de la Baie des Citrons
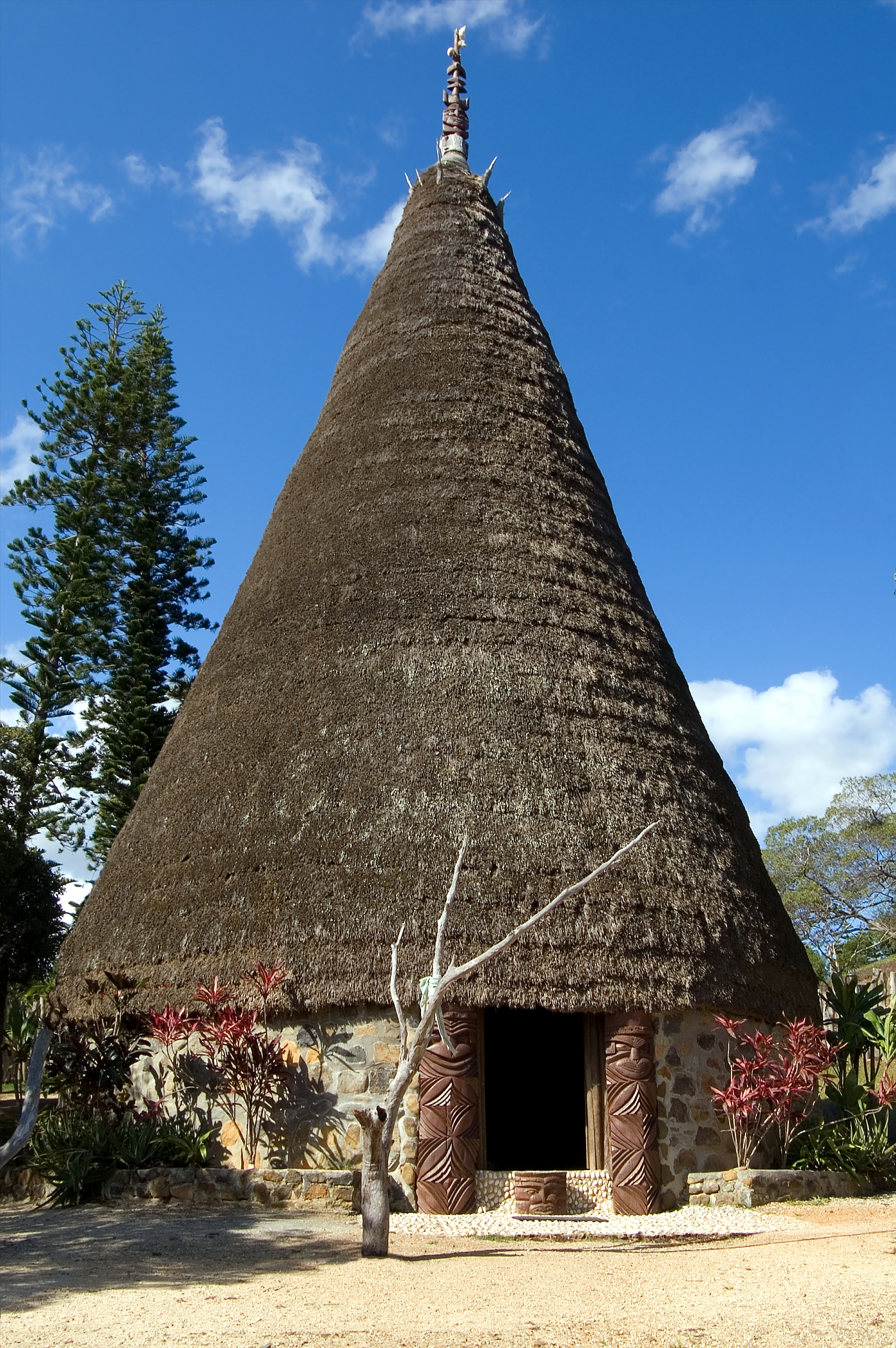
Kanakenhaus im Centre culturel Tjibaou
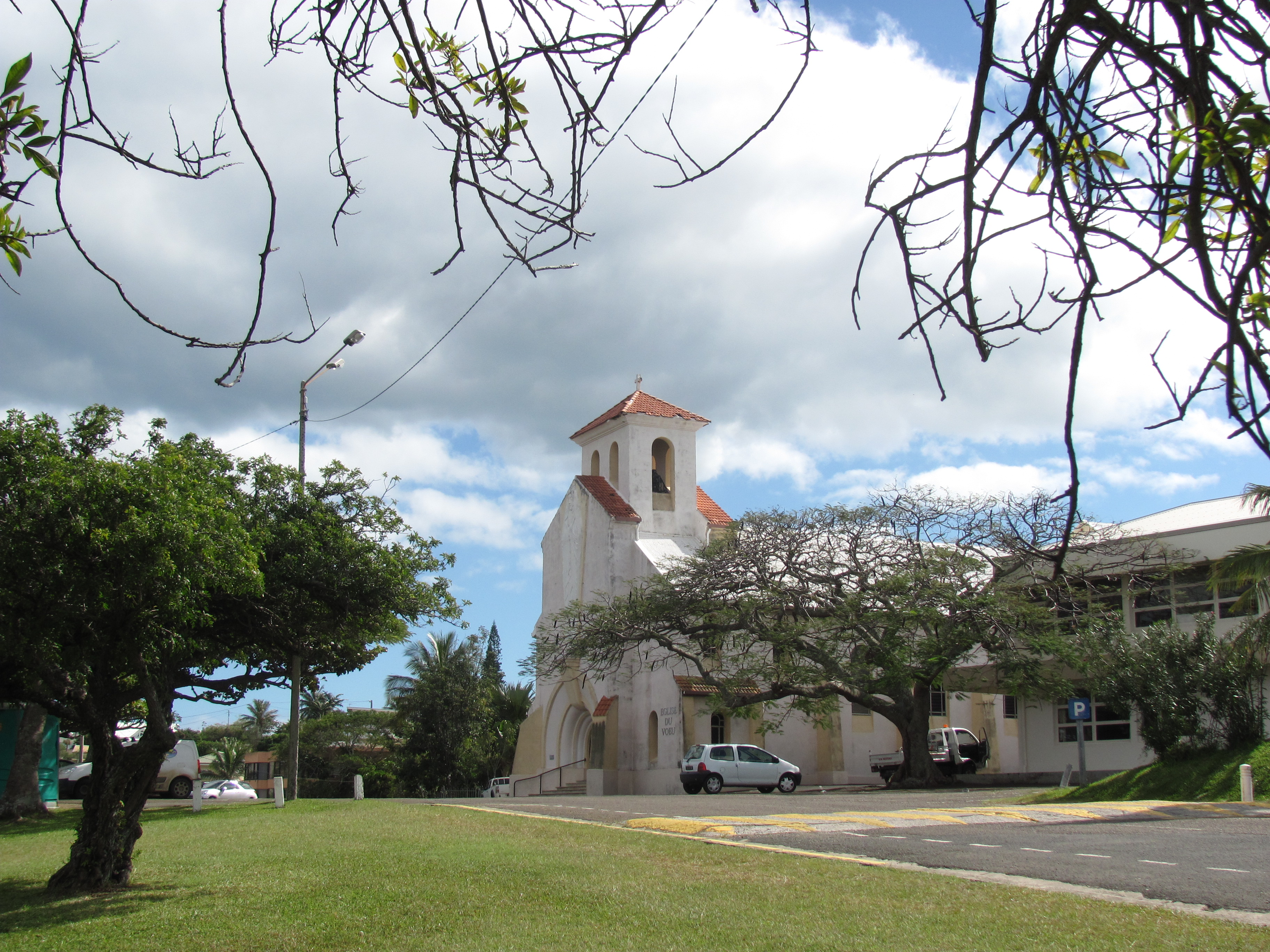
Votivkirche
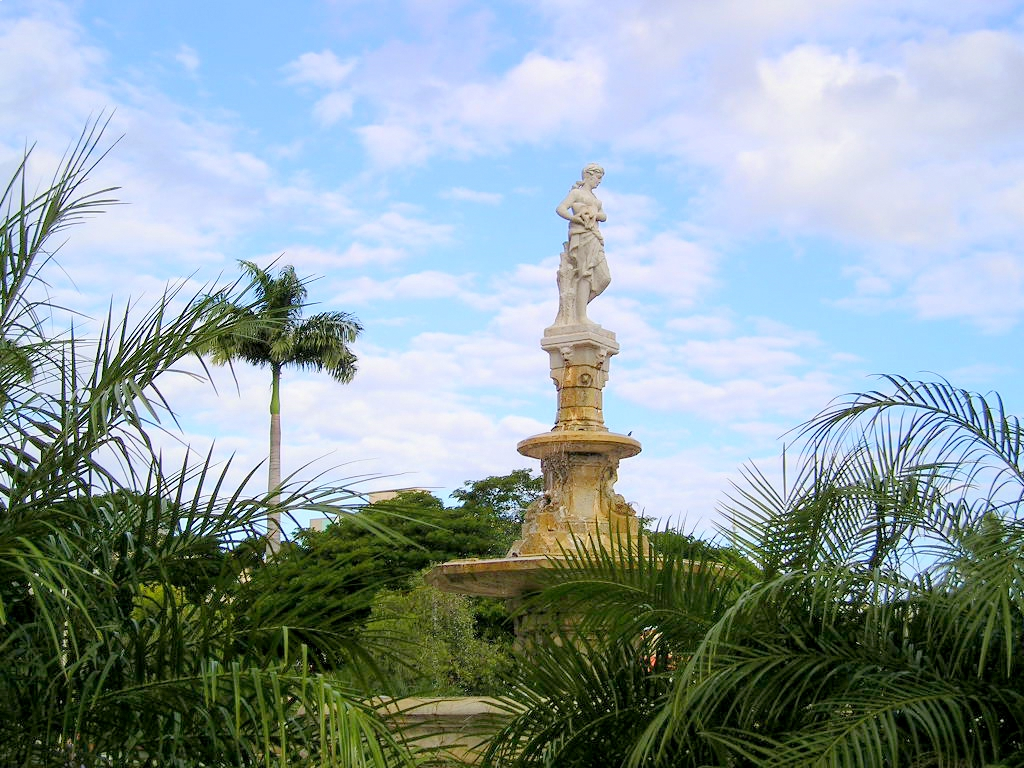
Fontaine Céleste auf dem Place des Cocotiers
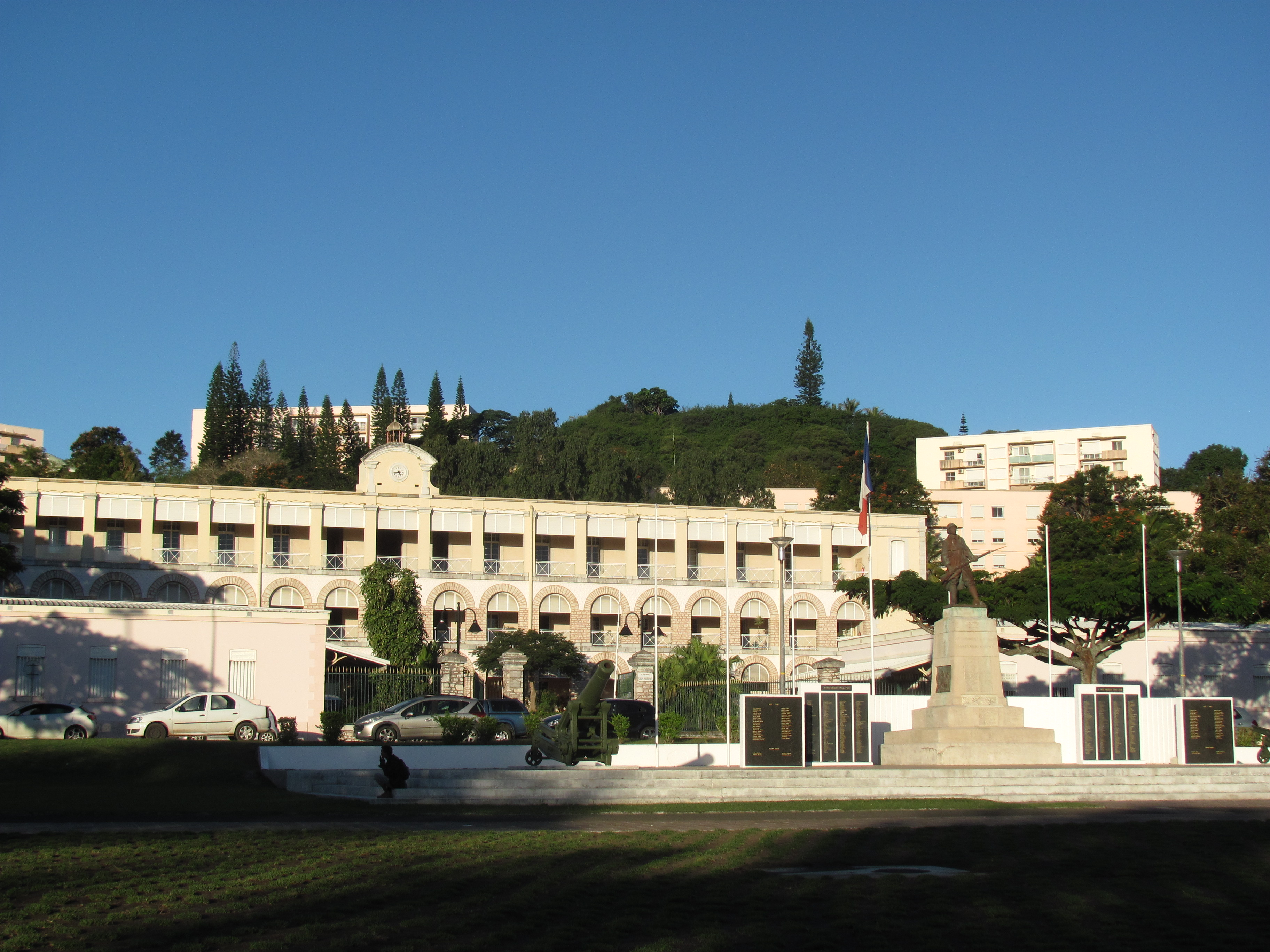
Gally-Passebosc-Kaserne
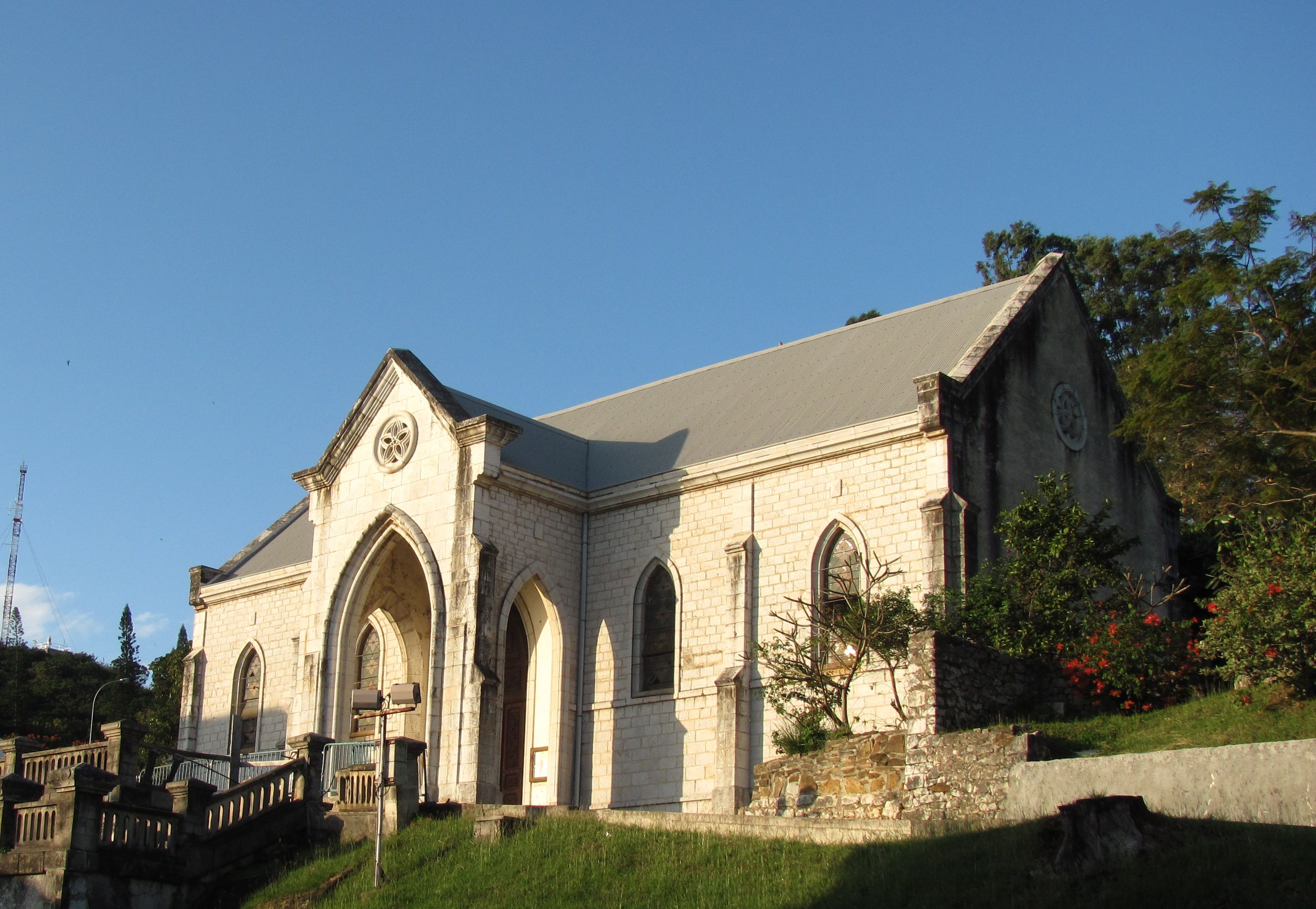
Evangelische Kirche Vieux Temple
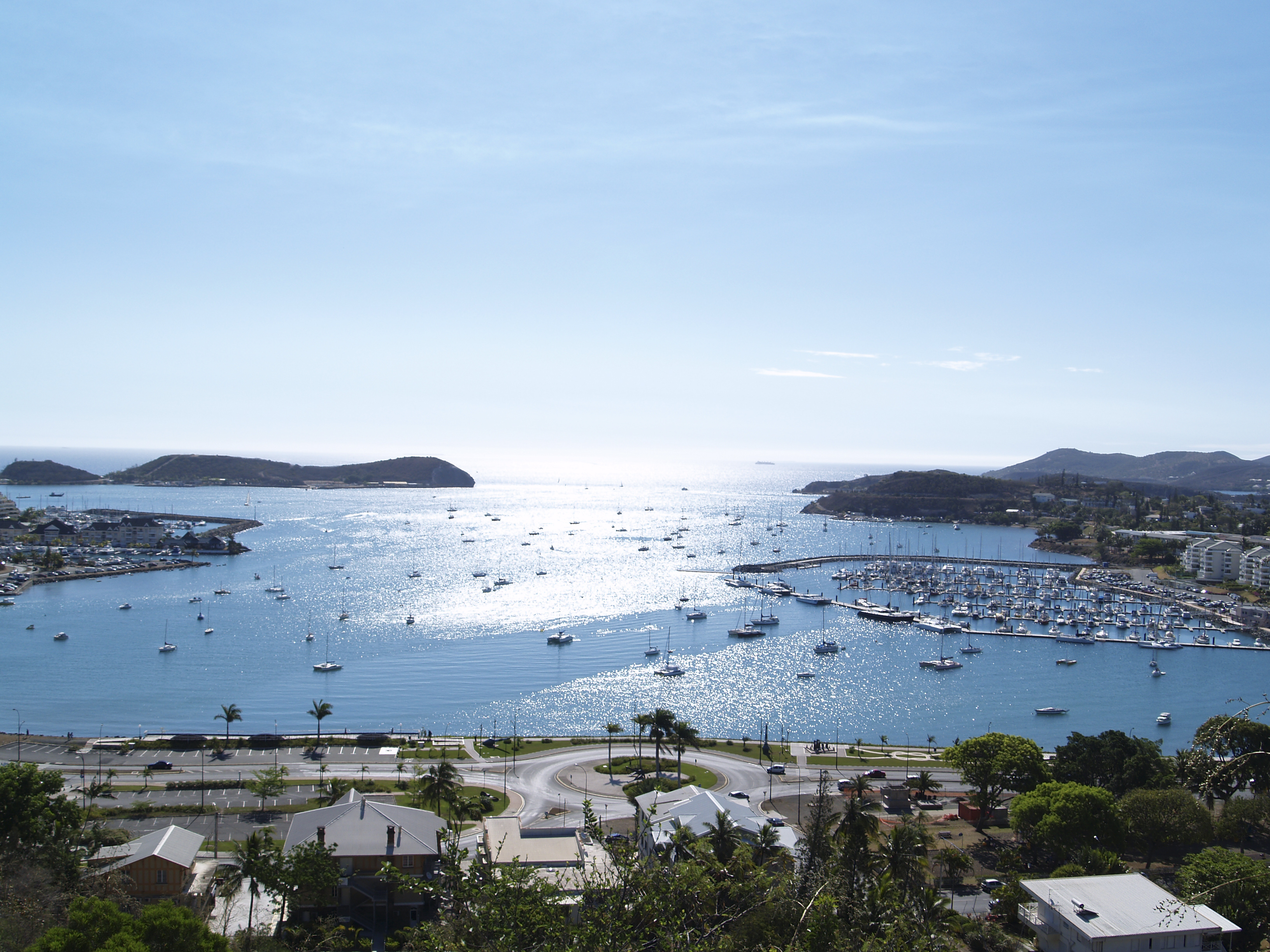
Baie de l’Orphelinat
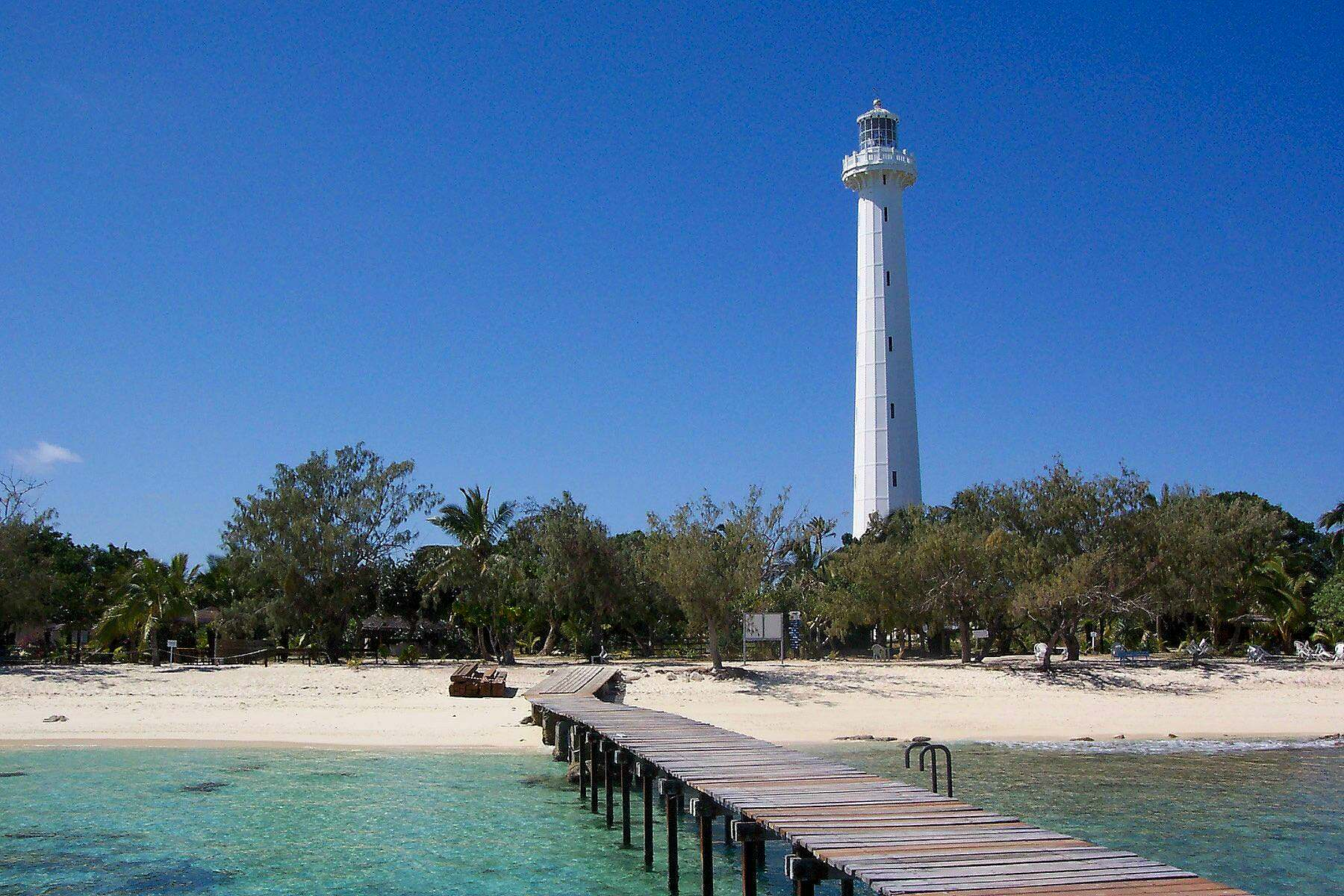
Der Leuchtturm Phare Amédée
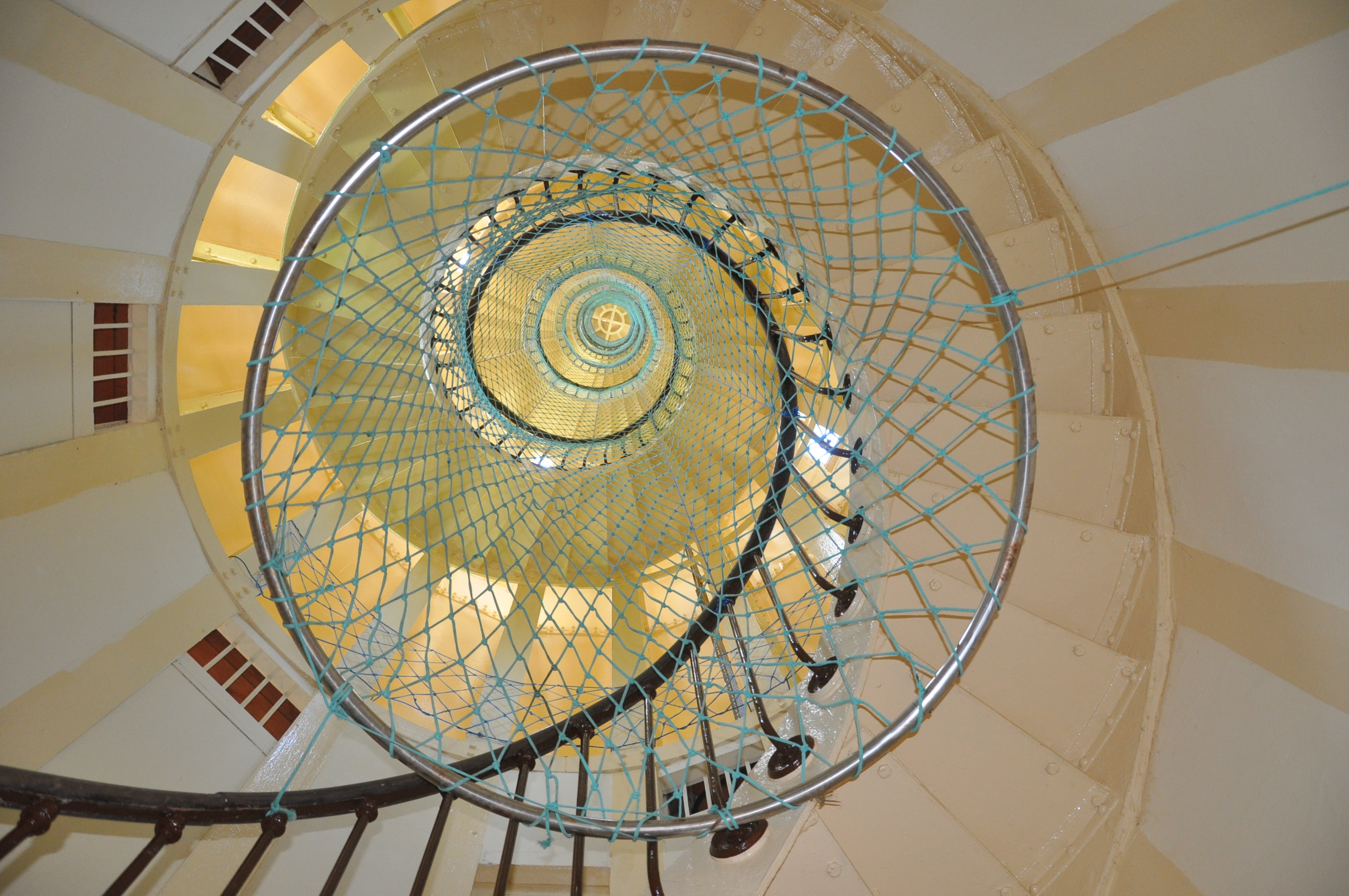
Wendeltreppe im Leuchtturm

## Veranstaltungen
Seit 1987 findet in Nouméa jedes Jahr ein Karneval statt, der rund 22.000–25.000 Besucher anzieht. Die Umzüge, an denen anfangs nur ein Dutzend Umzugswagen teilnahmen, wurden entlang der Baie de l’Anse Vata durchgeführt, bis sie 1992 ins Stadtzentrum verlegt wurden. Im September 2019 nahmen daran 22 Karnevalsgruppen teil.

## Klimatabelle
|                       | Jan  | Feb  | Mär  | Apr  | Mai  | Jun  | Jul  | Aug  | Sep  | Okt  | Nov  | Dez  |   |      |
| Mittl. Tagesmax. (°C) | 28,9 | 29,0 | 28,5 | 26,9 | 25,2 | 23,7 | 22,6 | 22,8 | 23,8 | 25,5 | 27,0 | 28,2 | ⌀ | 26   |
| Mittl. Tagesmin. (°C) | 23,0 | 23,2 | 22,8 | 21,4 | 19,8 | 18,5 | 17,2 | 17,2 | 17,7 | 19,2 | 20,7 | 21,9 | ⌀ | 20,2 |
|                       |      |      |      |      |      |      |      |      |      |      |      |      |   |      |
| Niederschlag (mm)     | 113  | 123  | 135  | 111  | 91   | 129  | 73   | 70   | 39   | 53   | 63   | 73   | Σ | 1073 |
|                       |      |      |      |      |      |      |      |      |      |      |      |      |   |      |
| Sonnenstunden (h/d)   | 7,5  | 7,3  | 6,5  | 6,6  | 5,7  | 5,2  | 5,9  | 6,5  | 7,4  | 8,1  | 8,3  | 8,4  | ⌀ | 6,9  |
|                       |      |      |      |      |      |      |      |      |      |      |      |      |   |      |
| Regentage (d)         | 9    | 10   | 12   | 10   | 10   | 11   | 10   | 8    | 5    | 6    | 6    | 6    | Σ | 103  |
|                       |      |      |      |      |      |      |      |      |      |      |      |      |   |      |
| Wassertemperatur (°C) | 27   | 26   | 26   | 26   | 24   | 23   | 23   | 23   | 22   | 23   | 24   | 25   | ⌀ | 24,3 |
|                       |      |      |      |      |      |      |      |      |      |      |      |      |   |      |
| Luftfeuchtigkeit (%)  | 78   | 79   | 79   | 78   | 77   | 78   | 75   | 74   | 72   | 72   | 74   | 75   | ⌀ | 75,9 |

| 23,0 |

| 23,2 |

| 22,8 |

| 21,4 |

| 19,8 |

| 18,5 |

| 17,2 |

| 17,2 |

| 17,7 |

| 19,2 |

| 20,7 |

| 21,9 |

| 23,0 |

| 23,2 |

| 22,8 |

| 21,4 |

| 19,8 |

| 18,5 |

| 17,2 |

| 17,2 |

| 17,7 |

| 19,2 |

| 20,7 |

| 21,9 |

Um den 26. Dezember 2023 wurden Rekordtemperaturen von bis zu 36 °C registriert, die heißesten der letzten 60 Jahre.

## Bildung
Nouméa ist das Bildungszentrum von Neukaledonien. Hier befinden sich mit der Universität Neukaledonien die einzige Hochschule als auch die bedeutendsten weiterführenden Schulen des Territoriums. Es gibt neben zwei staatlichen allgemeinbildenden Gymnasien – das Lycée Lapérouse und das Lycée polyvalent Jules Garnier – auch zwei private konfessionelle – das Lycée Blaise-Pascal und das Lycée Do Kamo. Sie verfügen alle über eigene Internate, in denen Schüler aus weiter entfernten Orten sowie von den Loyalitätsinseln untergebracht sind. Hinzu kommen mehrere Berufsschulen.

## Sport

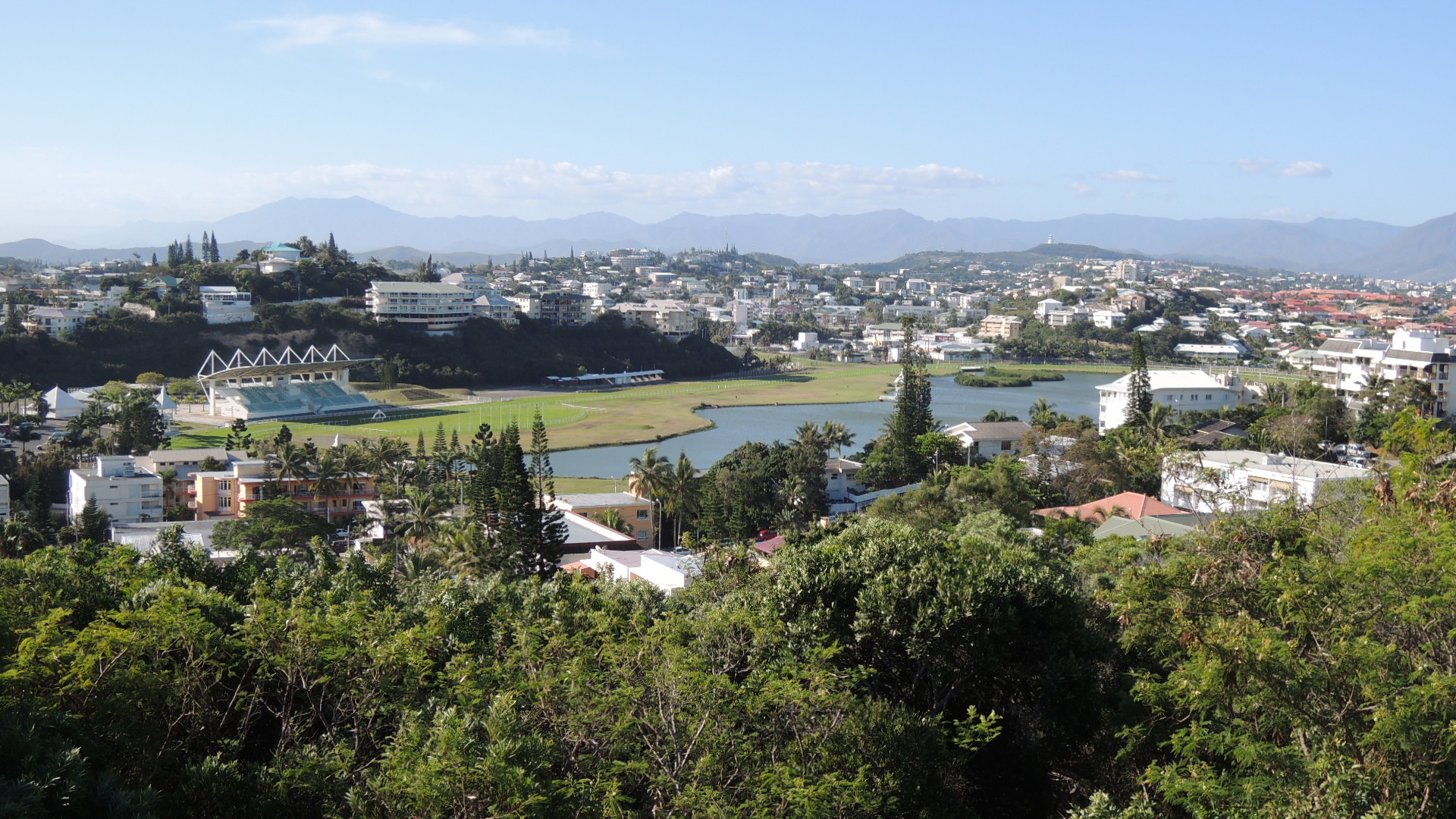
Hippodrome Henry Milliard – die Rennbahn führt um einen See

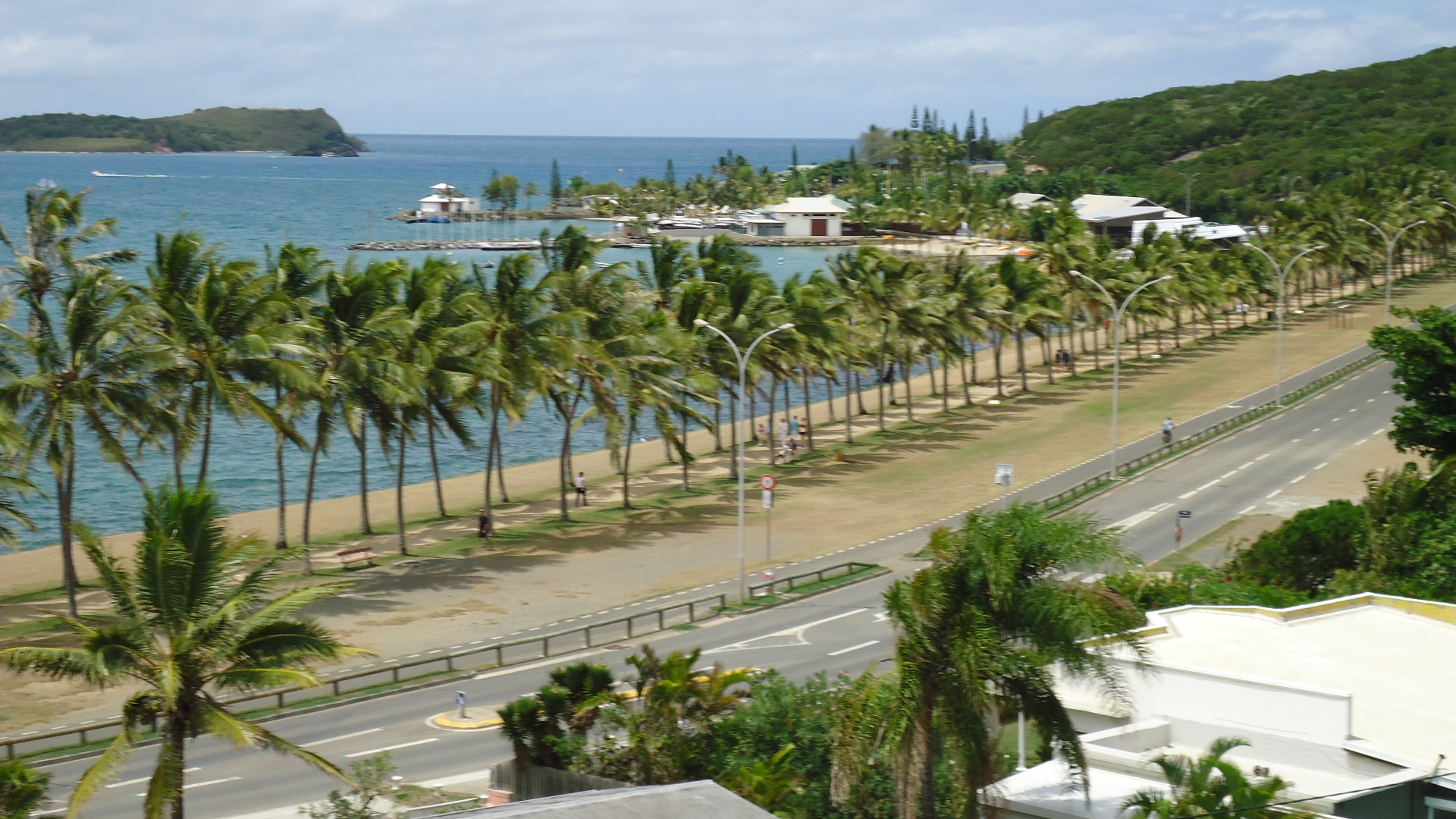
Wassersportzentrum CAN an der Baie de Sainte Marie

Im August 1865 wurde das erste Pferderennen veranstaltet und 1880 die erste Pferderennbahn im Stadtteil Magenta errichtet. Im selben Jahr wurde auch der erste Schießverein gegründet. 1886 folgte der erste Tennisclub und 1895 wurde das Velodrom eröffnet. Das erste Schwimmbecken wurde für das Militär 1891 eingerichtet und 1924 für die Allgemeinheit geöffnet. 1914 entstand der erste Fußballplatz, 1927 wurde Basketball eingeführt und 1938 das erste Stadion auf einem Grundstück des Lycée Lapérouse eingeweiht, seit 1965 ist es auch mit einem Fußballfeld ausgestattet. Nachdem ab 1942 die Pferderennbahn in Magenta von den amerikanischen Streitkräften in einen Militärflugplatz umgewandelt worden war, wurde 1946 das Hippodrome Henry Milliard eingerichtet. 1994 entstand gegenüber der Île Lasalle mit dem Golf de Tina auf 80 ha der erste Golfplatz von Nouméa. Die Stadt verfügt über 68 Sportanlagen verschiedenster Sportarten.
In den Jahren 1966, 1987 und 2011 wurden in Nouméa die Pacific Games ausgetragen. Zu diesem Zweck wurden u. a. 1966 im Stadtviertel Magenta das Stade Numa-Daly und 2011 im Stadtviertel Vallée-du-Tir für 800 Millionen CFP-Francs die Sporthalle Anewy für die Sportarten Basketball, Volleyball, Futsal und Badminton errichtet. Auch die Meisterschaften im Bodybuilding fanden hier statt. Sie ist nach dem neukaledonischen Boxer François Anewy benannt und wurde anschließend auch von der Jugend des Viertels und für den Schulsport genutzt. Mit diesem Projekt sollte u. a. die Jugendkriminalität bekämpft werden. Die Anlage sollte auch den folgenden Generationen zur Verfügung stehen. Sie wurde von den Einwohnern außerdem als Schutzhalle bei Zyklonen genutzt. Im Zuge der Unruhen 2024 wurden auf sie 31 Brandanschläge verübt, sodass die Halle Anfang 2025 abgerissen werden musste.
Bedingt durch die geographische Lage auf einer Halbinsel, nehmen im Freizeitsport die Wassersportaktivitäten einen hohen Stellenwert ein. Die Strände an der Pointe Magnin (Anse Vata) und auf den vorgelagerten Inseln wie Îlot Maître werden insbesondere von Kitesurfern besucht, während an der Baie de Sainte Marie das Wassersportzentrum Centre d’Activités Nautiques de la Côte Blanche (CAN) Seglern, Auslegerkanu-, Kayak- und Stand-up-Paddlern zur Verfügung steht. Für Segelyachtbesitzer gibt es im Stadtgebiet sieben Sporthäfen, darunter die Marina Port Moselle. Die günstigen Winde an der Küste werden auch von Gleitschirmfliegern genutzt. Sie starten vom östlichen Hang des Berges Ouen Toro sowie von dem Hügel und der Steilküste am Kuendo-Strand auf der Halbinsel Nouville. Die bekanntesten Fußballvereine der Stadt sind AS Magenta und FC Gaïtcha.

## Städtepartnerschaften
Nouméa hat Städtepartnerschaften geschlossen mit
- Nizza, Département Alpes-Maritimes (Frankreich), 1985
- Gold Coast, Queensland (Australien), 1992
- Taupō, (Neuseeland), 1995

## Söhne und Töchter der Stadt
- Francis Carco (1886–1958), Schriftsteller
- Roger Frey (1913–1997), französischer Innenminister 1961–1967
- Robert Chef d’Hôtel (1922–2019), Leichtathlet, Europameister 1946
- Jean Lèques (1931–2022), Politiker
- Jacques Lafleur (1932–2010), Unternehmer und Politiker
- Colin Higgins (1941–1988), australischer Schriftsteller, Filmregisseur und Drehbuchautor
- Gilles Pisier (* 1950), Mathematiker
- Nicolas Kurtovitch (* 1955), französischer Schriftsteller
- Antoine Kombouaré (* 1963), ehemaliger Fußballspieler und -trainer
- Christian Cévaër (* 1970), Golfspieler
- Laurent Gané (* 1973), Bahn-Radrennfahrer, Olympiasieger und siebenfacher Weltmeister in den Disziplinen Sprint, Teamsprint und Keirin
- Patrick Vernay (* 1973), Triathlet und siebenmaliger Ironman-Sieger
- Alcide Ponga (* 1975), Politiker
- Arnaud Thorette (* 1977), Bratschist
- Michel Hmaé (* 1978), Fußballspieler
- Frédéric Piquionne (* 1978), Fußballspieler
- Robert Sassone (1978–2016), Radsportler
- Christelle Wahnawe (* 1983), Fußballspielerin
- Bassa Mawem (* 1984), Sportkletterer
- Jean-Philippe Saïko (* 1990), Fußballspieler
- Sébastien Vahaamahina (* 1991), französischer Rugby-Union-Spieler
- Maxime Chazal (* 1993), Tennisspieler
- Maxime Grousset (* 1999), Schwimmer
- Ashley Bologna (* 2000), Leichtathletin